# Helgi Pjeturss
Helgi Pjeturss (auch Helgi Péturss; * 31. März 1872 als Helgi Pétursson in Reykjavík; † 28. Januar 1949 ebenda) war ein isländischer Geologe und Philosoph.

## Leben und Werk
Helgis Mutter, eine Klavierlehrerin, stammte aus einer Familie von Dichtern und Gelehrten. Sein Vater war Polizist und Stadtkämmerer von Reykjavík. Nachdem Helgi Pjeturss von 1891 bis 1897 in Kopenhagen Naturgeschichte und Geographie studiert hatte, nahm er an einer Expedition nach Grönland teil. Infolge Schlafmangels erlitt er dabei einen Nervenzusammenbruch. Mit seiner Kopenhagener Dissertation zur Geologie Islands war Helgi Pjeturss 1905 der erste Isländer, der in diesem Fach promovierte. Er befasste sich mit dem Einfluss der Vergletscherung auf die Bildung von Palagonit. Von 1901 bis 1905 war Helgi Pjeturss (als Nachfolger von Benedikt Sveinbjarnarson Gröndal) Vorsitzender der isländischen naturforschenden Gesellschaft Hið íslenska náttúrufræðifélag.
Ab 1912 entwickelte er eine Lehre, in der er seine Vorstellungen zur Natur des Schlafes und Träumens mit Theorien zu außerirdischem Leben verband. Nach Helgi Pjeturss wird der Mensch im Schlaf mit Lebensenergie aus externen Quellen aufgeladen; Träume entstehen durch andere Personen, welche diese im Schlafenden hervorrufen – und diese Personen sind oft Wesen von anderen Planeten. Jeder Mensch besitze eine sogenannte „Lebensstrahlung“ (lífgeislan), welche sein innerstes Wesen und seine Persönlichkeit beinhalte und unabhängig von Raum und Zeit das Universum durchqueren könne. Schlaf sei eine Form der Trance und als solche von der gleichen Art wie die Trance eines Mediums. Im Schlaf teile man das Bewusstsein einer anderen Person (auf einem anderen Planeten). Helgi war dabei der Ansicht, dass die Erde ein „dunkler Planet“ sei, dessen Bewohner ein besseres Leben durch „richtigen Kontakt“ und „Harmonie mit dem Leben in den Sternen“ erreichen könnten. Helgis erstes Werk zu diesen Theorien erschien von 1919 bis 1922 in drei Bänden unter dem Titel Nýall. Fünf weitere Buchveröffentlichungen folgten.
Stefán Einarsson verglich Helgi Pjeturss' Synthese von Wissenschaft, Religion und Okkultismus mit dem Spiritismus von Einar Hjörleifsson Kvaran, von dem sich Helgi jedoch dadurch unterscheide, dass er „super-nationalistisch“ sei, indem er die Isländer zum „auserwählten Volk“ mache – weil es ihn, Helgi Pjeturss, den „intellektuellen Erlöser der Welt“ hervorgebracht habe.

## Wirkung
Helgis Lehren erfuhren in der isländischen Gesellschaft eine gewisse Beachtung und wurden von bekannten Persönlichkeiten als eigenständige isländische Philosophie bewertet. Nach dem Tode von Helgi Pjeturss wurde 1950 eine Gesellschaft zur Verbreitung seiner Lehren gegründet, weitere Gesellschaften folgten.

## Werke (Auswahl)
- Om Islands geologi. Diss. København 1905.
- Nýall. Nokkur íslenzk drög til heimsfræði og líffræði. Guðm. Gamalíelsson, Reykjavík 1919–1922 (3 Bde.)
- Ennýall. Bokkur íslensk drög til skilnings á heimi og lífi. Reykjavík 1929.
- Framnýall. Björgun mannkynsins og aðrir aldaskiftaþættir. Guðjón Ó. Guðjónsson, Reykjavík 1941.
- Viðnýall. Afmælisrit. Guðjón Ó. Guðjónsson, Reykjavík 1942.
- Sannýall. Saga Frímanns eftir að hann fluttist á aðra jörð og aðrir Nýalsþættir. Guðjón Ó. Guðjónsson, Reykjavík 1943.
- Þónýall. Íslensk vísindi og framtíð mannkynsins og aðrir nýalsþættir. Guðjón Ó. Guðjónsson, Reykjavík 1947.